# Glawnoje Uprawlenije Ochrany
Der Glawnoje Uprawlenije Ochrany (GUO; russisch Главное управление охраны, ГУО) war ein russischer Geheimdienst. Er ging aus der Verwaltung der Bunkeranlagen des KGB hervor und arbeitete Anfang der 1990er Jahre als „Hauptabteilung Schutz“ unter der Führung von General Michail Barsukow.
Ihm unterstanden 22.000 Mann, die für die Sicherung wichtiger Objekte zuständig waren,  beispielsweise des Moskauer Kremls, der Ausweichquartiere der Regierung und der über 20 km² großen unterirdischen Anlagen unter Moskau, die früher zum Schutz von über 30.000 Angehörigen der Führung der Sowjetunion gebaut wurden. Der GUO oblag auch die Sicherung von Verteidigungsbetrieben, die Sabotageprävention und die Rüstungsexportkontrolle.